# Visão CNN
Visão CNN foi um telejornal produzido e exibido pela CNN Brasil. Exibido desde 16 de março de 2020, vai ao ar no início das tardes de segunda-feira a sexta-feira. Apresentava diferentes visões que envolvem a notícia, os assuntos em destaque e a projeção dos fatos da tarde. O telejornal era ancorado por Luciana Barreto.

## História
O telejornal estreou com a apresentação de Luciana Barreto (egressa da TV Brasil) e Cassius Zeilmann (vindo do SBT). 
Cassius foi o apresentador até 5 de junho de 2020, quando foi substituído por Evandro Cini, ao mesmo tempo que foi transferido para Brasília. No entanto, Evandro Cini ficou no telejornal até dia 14 de setembro, quando Daniel Adjuto (que já havia substituído-o em feriados) foi oficialmente anunciado como apresentador do Visão CNN, dividindo bancada com Luciana Barreto.
Em 27 de outubro, a CNN Brasil anuncia que Carla Vilhena, recém contratada pelo canal, assumirá o comando do Visão CNN, substituindo Luciana Barreto e Daniel Adjuto.
Em fevereiro de 2022, a CNN Brasil anunciou uma grande reformulação em sua programação para comemorar os dois anos do canal, com isso, o jornalista Sidney Rezende  passou a co-ancorar o telejornal junto de Carla Vilhena, mas fazendo entradas diretamente do Rio de Janeiro. Em seguida, Carla anunciou que deixou a emissora, sendo substituída por Luciana Barreto, que volta a ser âncora titular da atração. Em 04 de abril, Luciana Barreto e Sidney Rezende são oficializados na bancada do telejornal, que passa a ser apresentado às 14h.
Em 01 de dezembro, a emissora demite Sidney Rezende e Luciana fica sozinha no comando da atração, que agora passa a ser exibido ao 12h30.
Em 12 de abril de 2023, o jornal é exibido pela última vez, pois a partir do dia 13, o horário passou a ser ocupado por uma nova versão do quadro O Grande Debate, que agora vira programa diário.

## Cronologia de Apresentadores
- Cassius Zeilmann (2020)
- Luciana Barreto (2020; 2022-2023)
- Evandro Cini (2020)
- Daniel Adjuto (2020)
- Carla Vilhena (2020-2022)
- Sidney Rezende (2022)

Eventuais
- Muriel Porfiro (2022-2023)

Ex-eventuais
- Roberta Russo (2020-2022)
- Daniel Adjuto (2020)
- Tainá Farfan (2021)
- Paula Martini (2022)
- Stephanie Alves (2022)
- Tainá Falcão (2020 e 2022)
- Evandro Cini (2020 e 2022)

## Comentaristas
Teve como analistas Gustavo Uribe (política), Iuri Pitta (política), Lourival Sant'anna (internacional), Rodrigo Maia (educação) e Thais Herédia (economia). Ainda contava com Derla Cardoso trazendo as notícias internacionais. Contou ainda com a participação semanal dos Especialistas CNN: Claudia Costin (educação) e Sergio Vale (economia). Em 2021, contou com uma versão do quadro Liberdade de Opinião, com os comentaristas Caio Coppolla e Rita Lisauskas. O quadro saiu do ar e os dois deixaram a emissora em outubro.